# کلید نوری
کلید نوری یا سوئیچ نوری قطعه‌ای است که سیگنال‌های نوری را به‌طور انتخابی از یک کانال به کانال دیگر سوئیچ می‌کند. کلیدزنی می‌تواند زمانی یا مکانی باشد. اولی به عنوان کلید نوری (حوزه زمانی) یا مدولاتور نوری شناخته می‌شود، در حالی که دومی را کلید مکان نوری یا روتر نوری می‌نامند. به‌طور کلی، مدولاتورهای نوری و روترها می‌توانند از یکدیگر ساخته شوند.

## واژه‌شناسی
این کلمه در چندین سطح کاربرد دارد. در اصطلاح تجاری (مانند «اندازه بازار کلید نوری مخابراتی») به هر قطعه از تجهیزات کلیدزنی مدار بین فیبرها اشاره دارد. اکثر سامانه‌های نصب شده در این گروه در واقع از کلیدزنی الکترونیکی بین تراپاسخگرهای فیبر استفاده می‌کنند. سیستم‌هایی که این عملکرد را با هدایت پرتوهای نوری انجام می‌دهند، اغلب به عنوان کلیدهای «فوتونیک»، مستقل از نحوه سوئیچ‌شدن خود نور، شناخته می‌شوند. دور از مخابرات، کلید نوری واحدی است که در واقع نور را بین فیبر سوئیچ می‌کند و کلید فوتونیکی است که این کار را با بهره‌گیری از خواص مواد غیرخطی مانند مواد مبتنی بر نیم‌رسانا برای هدایت نور (یعنی تغییر طول موج‌ها، شدت‌ها، یا جهت‌ها) انجام می‌دهد. از این رو بخش خاصی از بازار کلید نوری از کلیدهای فوتونیکی تشکیل شده‌است. این شامل یک کلید نوری است که در برخی موارد، یک کلید فوتونیکی خواهد بود.

## عملکرد
یک کلید نوری ممکن است با روش مکانیکی، مانند تغییر فیزیکی فیبر نوری برای راه‌اندازی یک یا چند فیبر جایگزین، یا اثرات الکتریکی-نوری، اثرات مغناطیسی-نوری یا روش‌های دیگر کار کند. کلیدهای نوری کُند، مانند آنهایی که از فیبرهای متحرک استفاده می‌کنند، ممکن است برای مسیریابی مسیرارسال کلید نوری، مانند مسیریابی در اطراف خطا، استفاده شوند. برای انجام عملیات منطقی ممکن است از کلیدهای نوری سریع، مانند آنهایی که از الکتریکی-نوری یا مغناطیسی-نوری استفاده می‌کنند، استفاده شود. همچنین در این گروه‌بندی تقویت‌کننده‌های نوری نیم‌رسانا گنجانده شده‌است که ادوات الکترونیک‌نوری هستند که می‌توانند به عنوان کلیدهای نوری استفاده شوند و با مدارهای میکرو الکترونیکی گسسته یا مجتمع ترکیب شوند.

## حق ثبت اختراع
در سال ۲۰۱۱ با جستجوی «کلید نوری»  حدود ۸۰۰۰ حق ثبت اختراع به دست آمد که تقریباً به صورت زیر دسته‌بندی می‌شود:
- روش‌های MEMS شامل آرایه‌هایی از میکروآینه‌هایی است که می‌توانند سیگنال نوری را به گیرنده مناسب منحرف کنند (به عنوان مثال، US 6396976)
- هدایت باریکه پرتو با پیزوالکتریک شامل سرامیک‌های پیزوالکتریک با ارائه ویژگی‌های کلیدزنی نوری پیشرفته
- روش‌های جوهرافشان شامل تقاطع دو موج‌بر است تا هنگام ایجاد حباب جوهرافشان، نور از یکی به دیگری منحرف شود (به عنوان مثال US 6212308)
- بلورهای مایع (به عنوان مثال، US 4948229) که بسته به میدان الکتریکی اعمال شده، نور قطبیده را ۰ یا ۹۰ درجه می‌چرخاند.
- روش‌های حرارتی (به عنوان مثال، US 5037169) که ضریب شکست را در یک پایهِ تداخل‌سنج تغییر می‌دهد تا سیگنال را سوئیچ کند.
- روش‌های غیرخطی (به عنوان مثال، US 5319492) که الگوی پراش را در یک محیط با استفاده از خواص غیرخطی ماده برای منحرف کردن نور به گیرنده مورد نظر تغییر می‌دهد.
- روش‌های آکوستیک-نوری که در نتیجه فشار ناشی از یک میدان آکوستیک برای انحراف نور، ضریب شکست را تغییر می‌دهند (به عنوان مثال، US 6922498)
- تقویت‌کننده‌ها و میراگرها در خروجی فیبرهایی که سیگنال را به محدوده توان "۰" منطقی تنظیم می‌کنند (درصورتی که فیبر به آن سوئیچ نشده‌است) یا در محدوده توان طبیعی در حالتی که موجود است (مثلاً US 7027211)
- روش‌های مغناطیسی-نوری (به عنوان مثال US 6577430) با استفاده از پدیده‌هایی مانند چرخش فارادی برای تأثیر بر قطبش نور و در نهایت تعیین مسیر نور.